# R (softwarepakket)
R is een softwarepakket en programmeertaal ontwikkeld voor statistiek en data-analysedoeleinden. Het programma is ontworpen door Ross Ihaka en Robert Gentleman (vandaar de naam R) aan de universiteit van Auckland (Nieuw-Zeeland) en wordt nu onderhouden door het R core team. R kan gezien worden als een implementatie van de programmeertaal S.

## Beschrijving
R wordt veel gebruikt bij dataverwerking en statistische toepassingen. De broncode van R is vrij toegankelijk onder de GPL licentie en kant-en-klare compilaties zijn beschikbaar voor Microsoft Windows, Mac OS X, en verscheidene Linux en Unix besturingssystemen. R wordt bediend via een opdrachtregelinterface en er zijn verschillende grafische interfaces beschikbaar.
In vergelijking met andere wiskunde/statistiek-softwarepakketten is programmeren in R sterk object georiënteerd. Hierdoor kan R eenvoudig uitgebreid worden via packages, door gebruikers aangebrachte bibliotheken met specifieke functies. Een standaardverzameling packages wordt meegeleverd bij de installatie van R. Een bron om extra packages te zoeken is de Comprehensive R Archive Network, CRAN.
R kent standaard datastructuren als een vector, matrix, array, data frame (te vergelijken met een tabel in een relationele database) en lijst. De vector is echter geen wiskundige vector, maar een container-vector, d.w.z. een geordende collectie data. Een scalar data type is geen onderdeel van R, dit wordt gerepresenteerd als een vector met één element.
R kent uitgebreide mogelijkheden om grafieken en afbeeldingen te creëren en is standaard in staat gecompliceerde lineaire algebra berekeningen uit te voeren.

## Versieoverzicht
| Legenda     | Legenda               | Legenda                   | Legenda                | Legenda                 | Legenda         |
| ----------- | --------------------- | ------------------------- | ---------------------- | ----------------------- | --------------- |
| End of Life | Verouderde testversie | Uitgebreide ondersteuning | Algemene ondersteuning | Ondersteunde testversie | In ontwikkeling |

| Versie  | Datum             |
| ------- | ----------------- |
| 0.49    | 23 april 1997     |
| 0.50-a1 | 22 juli 1997      |
| 0.50-a4 | 10 september 1997 |
| 0.60.0  | 4 december 1997   |
| 0.60.1  | 7 december 1997   |
| 0.61.0  | 22 december 1997  |
| 0.61.1  | 13 januari 1998   |
| 0.61.2  | 18 maart 1998     |
| 0.61.3  | 3 mei 1998        |
| 0.62.0  | 15 juni 1998      |
| 0.62.1  | 15 juni 1998      |
| 0.62.2  | 10 juli 1998      |
| 0.62.3  | 28 augustus 1998  |
| 0.62.4  | 24 oktober 1998   |
| 0.63.0  | 14 november 1998  |
| 0.63.1  | 5 december 1998   |
| 0.63.2  | 12 januari 1999   |
| 0.63.3  | 6 maart 1999      |
| 0.64.0  | 8 april 1999      |
| 0.64.1  | 8 mei 1999        |
| 0.64.2  | 5 juli 1999       |
| 0.65.0  | 28 augustus 1999  |
| 0.65.1  | 7 oktober 1999    |
| 0.90.0  | 22 november 1999  |
| 0.90.1  | 15 december 1999  |
| 0.99.0  | 7 februari 2000   |
| 0.99.0a | 9 februari 2000   |

| Versie | Datum            |
| ------ | ---------------- |
| 1.0.0  | 29 februari 2000 |
| 1.0.1  | 14 april 2000    |
| 1.1.0  | 15 juni 2000     |
| 1.1.1  | 15 augustus 2000 |
| 1.2.0  | 15 december 2000 |
| 1.2.1  | 15 januari 2001  |
| 1.2.2  | 26 februari 2001 |
| 1.2.3  | 26 april 2001    |
| 1.3.0  | 22 juni 2001     |
| 1.3.1  | 31 augustus 2001 |
| 1.4.0  | 19 december 2001 |
| 1.4.1  | 30 januari 2002  |
| 1.5.0  | 29 april 2002    |
| 1.5.1  | 17 juni 2002     |
| 1.6.0  | 1 oktober 2002   |
| 1.6.1  | 1 november 2002  |
| 1.6.2  | 10 januari 2003  |
| 1.7.0  | 16 april 2003    |
| 1.7.1  | 16 juni 2003     |
| 1.8.0  | 8 oktober 2003   |
| 1.8.1  | 21 november 2003 |
| 1.9.0  | 12 april 2004    |
| 1.9.1  | 21 juni 2004     |

| Versie | Datum             | Nickname             |
| ------ | ----------------- | -------------------- |
| 2.0.0  | 4 oktober 2004    | n.v.t.               |
| 2.0.1  | 15 november 2004  | n.v.t.               |
| 2.1.0  | 19 april 2005     | n.v.t.               |
| 2.1.1  | 20 juni 2005      | n.v.t.               |
| 2.2.0  | 6 oktober 2005    | n.v.t.               |
| 2.2.1  | 20 december 2005  | n.v.t.               |
| 2.3.0  | 24 april 2006     | n.v.t.               |
| 2.3.1  | 1 juni 2006       | n.v.t.               |
| 2.4.0  | 13 oktober 2006   | n.v.t.               |
| 2.4.1  | 18 december 2006  | n.v.t.               |
| 2.5.0  | 24 april 2007     | n.v.t.               |
| 2.5.1  | 28 juni 2007      | n.v.t.               |
| 2.6.0  | 3 oktober 2007    | n.v.t.               |
| 2.6.1  | 26 november 2007  | n.v.t.               |
| 2.6.2  | 8 februari 2008   | n.v.t.               |
| 2.7.0  | 22 april 2008     | n.v.t.               |
| 2.7.1  | 23 juni 2008      | n.v.t.               |
| 2.7.2  | 25 augustus 2008  | n.v.t.               |
| 2.8.0  | 20 oktober 2008   | n.v.t.               |
| 2.8.1  | 22 december 2008  | n.v.t.               |
| 2.9.0  | 17 april 2009     | n.v.t.               |
| 2.9.1  | 26 juni 2009      | n.v.t.               |
| 2.9.2  | 24 augustus 2009  | n.v.t.               |
| 2.10.0 | 26 oktober 2009   | n.v.t.               |
| 2.10.1 | 14 december 2009  | n.v.t.               |
| 2.11.0 | 22 april 2010     | n.v.t.               |
| 2.11.1 | 31 mei 2010       | n.v.t.               |
| 2.12.0 | 15 oktober 2010   | n.v.t.               |
| 2.12.1 | 16 december 2010  | n.v.t.               |
| 2.12.2 | 25 februari 2011  | n.v.t.               |
| 2.13.0 | 13 april 2011     | n.v.t.               |
| 2.13.1 | 8 juli 2011       | n.v.t.               |
| 2.13.2 | 30 september 2011 | n.v.t.               |
| 2.14.0 | 31 oktober 2011   | Great Pumpkin        |
| 2.14.1 | 22 december 2011  | December Snowflakes  |
| 2.14.2 | 29 februari 2012  | Gift-Getting Season  |
| 2.15.0 | 30 maart 2012     | Easter Beagle        |
| 2.15.1 | 22 juni 2012      | Roasted Marshmallows |
| 2.15.2 | 26 oktober 2012   | Trick or Treat       |
| 2.15.3 | 1 maart 2013      | Security Blanket     |

| Versie        | Datum             | Nickname                 |
| ------------- | ----------------- | ------------------------ |
| 3.0.0         | 3 april 2013      | Masked Marvel            |
| 3.0.1         | 16 mei 2013       | Good Sport               |
| 3.0.2         | 25 september 2013 | Frisbee Sailing          |
| 3.0.3         | 6 maart 2014      | Warm Puppy               |
| 3.1.0         | 10 april 2014     | Spring Dance             |
| 3.1.1         | 10 juli 2014      | Sock it to Me            |
| 3.1.2         | 31 oktober 2014   | Pumpkin Helmet           |
| 3.1.3         | 9 maart 2015      | Smooth Sidewalk          |
| 3.2.0         | 16 april 2015     | Full of Ingredients      |
| 3.2.1         | 18 juni 2015      | World-Famous Astronaut   |
| 3.2.2         | 14 augustus 2015  | Fire Safety              |
| 3.2.3         | 10 december 2015  | Wooden Christmas-Tree    |
| 3.2.4         | 10 maart 2016     | Very Secure Dishes       |
| 3.2.4-revised | 16 maart 2016     | Very, Very Secure Dishes |
| 3.2.5         | 14 april 2016     | Very, Very Secure Dishes |
| 3.3.0         | 3 mei 2016        | Supposedly Educational   |
| 3.3.1         | 21 juni 2016      | Bug in Your Hair         |
| 3.3.2         | 31 oktober 2016   | Sincere Pumpkin Patch    |
| 3.3.3         | 6 maart 2017      | Another Canoe            |
| 3.4.0         | 21 april 2017     | You Stupid Darkness      |
| 3.4.1         | 30 juni 2017      | Single Candle            |
| 3.4.2         | 28 september 2017 | Short Summer             |
| 3.4.3         | 30 november 2017  | Kite-eating Tree         |
| 3.4.4         | 15 maart 2018     | Someone to Lean On       |
| 3.5.0         | 23 april 2018     | Joy in Playing           |
| 3.5.1         | 2 juli 2018       | Feather Spray            |
| 3.5.2         | 20 december 2018  | Eggshell Igloo           |
| 3.5.3         | 11 maart 2019     | Great Truth              |
| 3.6.0         | 26 april 2019     | Planting of a Tree       |
| 3.6.1         | 5 juli 2019       | Action of the Toes       |
| 3.6.2         | 12 december 2019  | Dark and Stormy Night    |
| 3.6.3         | 29 februari 2020  | Holding the Windsock     |
| 3.7.0         | voorjaar 2020     | Unsuffered Consequences  |

| Versie | Datum            | Nickname                |
| ------ | ---------------- | ----------------------- |
| 4.0.0  | 24 april 2020    | Arbor Day               |
| 4.0.1  | 6 juni 2020      | See Things Now          |
| 4.0.2  | 22 juni 2020     | Taking Off Again        |
| 4.0.3  | 10 oktober 2020  | Bunny-Wunnies Freak Out |
| 4.0.4  | 15 februari 2021 | Lost Library Book       |
| 4.0.5  | 31 maart 2021    | Shake and Throw         |
| 4.1.0  | 18 mei 2021      | Camp Pontanezen         |
| 4.1.1  | 10 augustus 2021 | Kick Things             |
| 4.1.2  | 1 november 2021  | Bird Hippie             |
| 4.1.3  | 10 maart 2022    | One Push-Up             |
| 4.2.0  | 22 april 2022    | Vigorous Calisthenics   |
| 4.2.1  | 23 juni 2022     | Funny-Looking Kid       |
| 4.2.2  | 31 oktober 2022  | Innocent and Trusting   |
| 4.2.3  | 15 maart 2023    | Shortstop Beagle        |
| 4.3.0  | 21 april 2023    | Already Tomorrow        |
| 4.3.1  | 16 juni 2023     | Beagle Scouts           |
| 4.3.2  | 31 oktober 2023  | Eye Holes               |
| 4.3.3  | 29 februari 2024 | Angel Food Cake         |
| 4.4.0  | 24 april 2024    | Puppy Cup               |
| 4.4.1  | 14 juni 2024     | Race for Your Life      |
| 4.4.2  | 31 oktober 2024  | Pile of Leaves          |
| 4.4.3  | 28 februari 2025 | Trophy Case             |
| 4.5.0  | 11 april 2025    | How About a Twenty-Six  |

1. ↑  Ontwikkelingsversie voor 4.0